# Deutsche Feldhandball-Meisterschaft 1963
Die Deutsche Feldhandball-Meisterschaft 1963 wurde in einem Endrundenturnier zwischen dem 22. September und dem 27. Oktober 1963 ausgespielt. Das Turnier war die 14. vom DHB ausgerichtete Meisterschaftsrunde im Feldhandball der Männer. Das Endspiel fand am 27. Oktober 1963 vor 30.000 Zuschauern im Wuppertaler Stadion am Zoo statt.
Neuer Deutscher Meister wurde der VfL Wolfsburg, der damit bei der siebten Endrundenteilnahme in ununterbrochener Folge und der zweiten Finalteilnahme seit der Endrunde 1958 die erste Meisterschaft der Vereinsgeschichte feiern konnte. Wolfsburg besiegte im Finale den BSV Solingen 1898 mit 9:6.

## Modus
16 Mannschaften traten in einem Ausscheidungsturnier gegeneinander an, die Vorrunde (Achtelfinale) wurde im einfachen K.-o.-System gespielt, in der Zwischenrunde (Viertelfinale) und im Halbfinale wurden die Sieger der jeweiligen Paarungen in Hin- und Rückspielen ermittelt. Die Sieger des Halbfinales bestritten das Endspiel, weitere Platzierungsspiele wurden nicht durchgeführt.
Die folgenden 15 Mannschaften hatten sich über die jeweiligen Regionalmeisterschaften direkt für die Vorrunde des Turniers qualifiziert; der Deutsche Meister 1963 im Hallenhandball, wie im Vorjahr der THW Kiel, hatte sich für die Großfeld-Endrunde nicht qualifiziert:
Norddeutsche Meisterschaft:
1. VfL Wolfsburg

Büdelsdorfer TSV
ATSV Habenhausen
Hamburger SV
Westdeutsche Meisterschaft:
1. TSV Grün-Weiß Dankersen

TuS Lintfort
BSV Solingen 1898
Südwestdeutsche Meisterschaft:
1. TSG Haßloch

TuS 1860 Neunkirchen
TV Großwallstadt
Süddeutsche Meisterschaft:
1. TC Frisch Auf Göppingen

TSV 1860 Ansbach (Titelverteidiger)
TSG Ketsch
TSV Zirndorf
Berliner Landes-/Regionalmeisterschaft:
1. OSC Berlin

Dazu kam als 16. Mannschaft der Vierte der Westdeutschen Meisterschaft, der TuS 05 Wellinghofen, der sich gegen den Berliner Vizemeister Berliner SV 1892 in einem Qualifikationsspiel am 15. September mit 14:12 durchgesetzt hatte.
Die Spieldauer betrug 2 × 30 Minuten, bei Gleichstand nach regulärer Spielzeit wurde eine Verlängerung von 2 × 10 Minuten durchgeführt.

## Turnierverlauf
In der Vorrunde setzten sich erwartungsgemäß meist die favorisierten Mannschaften durch; überraschend war aber der klare Auftaktsieg des TuS Wellinghofen, der sich erst nachträglich hatte qualifizieren können, gegen den „Altmeister“ Frisch Auf Göppingen, den Gewinner der Süddeutschen Meisterschaft. Und Wellinghofen konnte den Schwung aus dem Auftaktspiel in den Zwischenrundenspielen gegen den Hamburger SV weiter nutzen: Nach einer knappen Niederlage in Hamburg folgte im Rückspiel ein deutlicher Heimsieg. Erst im Halbfinale gegen den westdeutschen Rivalen aus Solingen musste sich Wellinghofen geschlagen geben, musste nach einem 12:10-Erfolg im Hinspiel und einer 0:3-Führung im Rückspiel in Solingen v. a. die taktische Überlegenheit des Gegners anerkennen, Solingen drehte das Spiel zum Endstand von 7:3.
Der VfL Wolfsburg hatte auf dem Weg ins Finale kein Spiel abgegeben, hatte sich dabei gegen starke Gegner wie den Meister der Saison 1961, TuS Lintfort, durchgesetzt. Bemerkenswert waren die beden Siege gegen den Vizemeister der Saison 1962, Grün-Weiß Dankersen, der zuvor den Titelträger aus Ansbach besiegt hatte. Der BSV Solingen dagegen hatte zwar mit schwächer einzuschätzenden Gegnern zu tun, hatte dabei auch zwei seiner Spiele verloren, hatte aber die nötige Cleverness und Nervenstärke bewiesen. auch knappe Ergebnisse halten zu können.
Im Endspiel zeigte sich jedoch Wolfsburg als das taktisch überlegene Team – nachdem der frühe Sturmlauf der Solinger abgebremst war: Solingen führte in der 25. Minute noch mit 2:5. Danach aber gelang den Ballsportlern nicht mehr viel. Während Wolfsburg in den verbleibenden fünf Minuten vor der Pause noch den Anschluss zum 4:5 schaffte, verwarfen die Solinger Stürmer im selben Zeitraum zwei Strafwürfe. Der Berichterstatter des Hamburger Abendblatts führte den Einbruch der Solinger in der zweiten Halbzeit und den letztlich ungefährdeten Sieg des VfL Wolfsburg auf die „eiskalte Routine“ und die mannschaftliche Geschlossenheit zurück: die im Durchschnitt inzwischen 30-Jährigen spielten seit Jahren auf hohem Niveau in gleicher Formation zusammen, hatten sechsmal hintereinander die Norddeutsche Meisterschaft und damit die Qualifikation zur Endrunde gewonnen. Mit drei schnellen Toren nach der Pause sorgte der VfL für etwas Abstand, um im anschließend auf Ballbesitz und Torsicherung ausgelegten Spiel den Gegner zu zermürben.

### Vorrunde
22. September
VfL Wolfsburg – TuS Lintfort: 18:15 (nach Verlängerung)
BSV Solingen 1898 – TuS 1860 Neunkirchen: 14:11
TSV Grün-Weiß Dankersen – ATSV Habenhausen: 24:9
TC Frisch Auf Göppingen – TuS 05 Wellinghofen: 6:12
TV Großwallstadt – TSV 1860 Ansbach: 15:18 (21. September)
TSG Haßloch – Hamburger SV: 9:14 (21. September)
OSC Berlin – TSG Ketsch: 10:16
Büdelsdorfer TSV – TSV 1861 Zirndorf: 11:10

### Zwischenrunde
29. September (Hinspiele) / 6. Oktober (Rückspiele)
TSG Ketsch – VfL Wolfsburg: 11:16 / 10:20
BSV Solingen 1898 – Büdelsdorfer TSV: 11:9 / 8:9
TSV 1860 Ansbach – TSV Grün-Weiß Dankersen: 16:18 / 15:17
Hamburger SV – TuS 05 Wellinghofen: 5:4 / 5:12

### Halbfinale
13. Oktober (Hinspiele) / 20. Oktober (Rückspiele)
TSV Grün-Weiß Dankersen – VfL Wolfsburg: 14:15 / 14:18
TuS 05 Wellinghofen – BSV Solingen 1898: 12:10 / 3:7

### Endspiel
27. Oktober
VfL Wolfsburg – BSV Solingen 1898: 9:6 (Halbzeit: 4:5)